# Prunus gracilis
Prunus gracilis är en rosväxtart som beskrevs av Georg George Engelmann och Gray. Prunus gracilis ingår i släktet prunusar, och familjen rosväxter. Inga underarter finns listade i Catalogue of Life.

## Bildgalleri

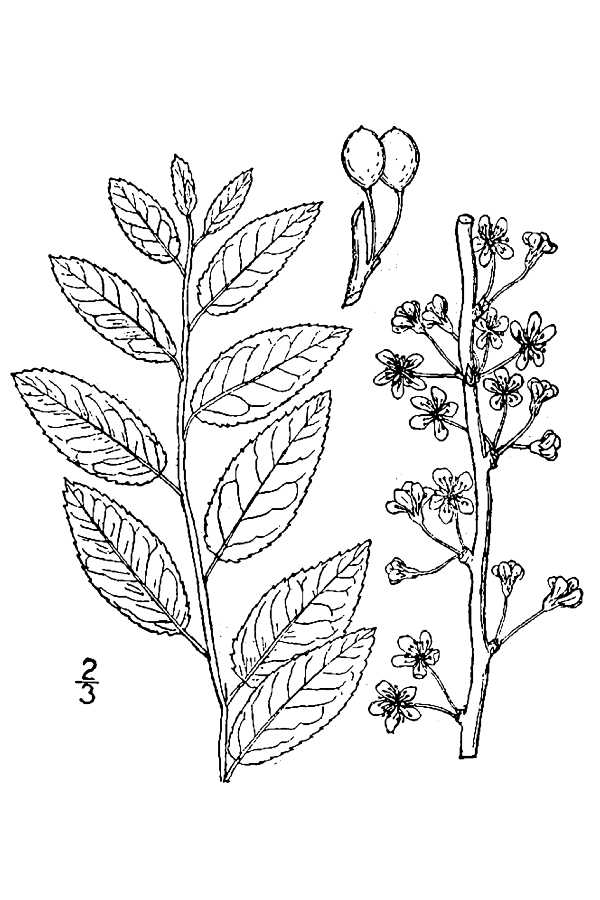